# معركة الفرما (525 قبل الميلاد)

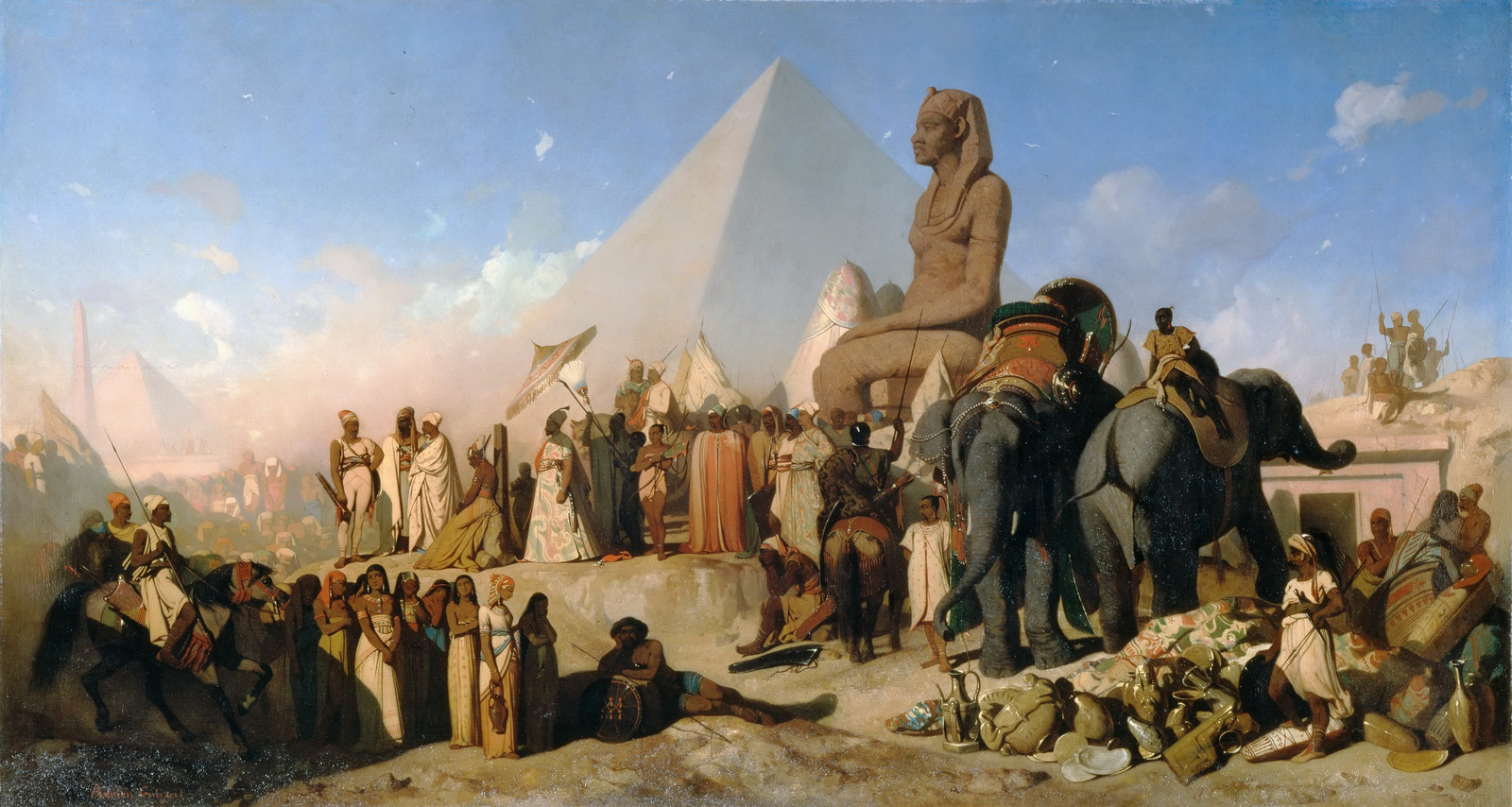
لقاء بين قمبيز الثاني وبسماتيك الثالث، وصوغه الرسام الفرنسي أدريان غنييه

معركة الفرما هي المعركة الرئيسية الأولى بين الإمبراطورية الأخمينية ومصر القديمة ممثلة في الأسرة المصرية الـسادسة والعشرين انتصر فيها الفرس واحتلوا مصر. جرت المعركة عام 525 ق.م. في الفرما إحدى المدن الثلاث لمنطقة بورسعيد القديمة، وأدت المعركة إلى دخول قمبيز الثاني لمدينة ممفيس وبداية العدوان الفارسي على مصر وتأسيس الأسرة المصرية السابعة والعشرين.

## خلفية المعركة
وفقاً للمؤرخين اليونانيين، وخصوصاً هيرودوت فإن ملك بلاد فارس قمبيز الثاني قد طلب من ملك مصر أحمس الثاني طبيباً للعيون مقابل مردود جيد، إلا أن الطبيب كان يكره العمل الشاق الذي يوكله إياه الملك أحمس كل حين فأقنع قمبيز أن يطلب من أحمس الثاني أن يتزوج ابنته مدركاً أنه سوف يرفض مما سوف يغضب قمبيز، لم يرد أحمس الثاني أن يرسل إبنته كما أنه لم يرد أن ينشأ صراع بينه وبين الفرس، فأرسل إليه ابنة الفرعون السابق أبريس فاعترفت بإنها ليست ابنة أحمس الثاني فغضب قمبيز الثاني من ذلك واعتبره إهانة. يُرجع المؤرخون اليونانيون سبباً آخر جعل قمبيز يغزو مصر وهو أنه كان للملك أحمس مستشاراً يدعى فانيس يعرف كل صغيرة وكبيرة إلا أنه اختلف مع الملك فهرب منه، وبالرغم من بعث الملك قتلة مأجورين خلفه إلا أنه أفلت من قبضتهم وهرب إلى بلاد فارس ومن هناك ساعد الملك الفارسي قمبيز الثاني في الاستيلاء على مصر.
ورغم السيطرة الكاملة على الإمبراطورية البابلية الحديثة وفروعها بما في ذلك شمال شبه الجزيرة العربية، أرسل قمبيز رسالة إلى ملك العربية يطلب من خلال مرور آمن من خلال الطريق الصحراوي من غزة إلى الفرما. ملك العربية، عدو أحمس الثاني، استجاب للطلب لتيسير تدمير أحمس، حيث أمن الممتعات وحتى أنه زود قمبيز بالقوات. وفقا لبوليبيوس، حتى مع الاحتياطات التي دخلت الحدود، فقط مدينة غزة هي التي قاومت الفرس ثم سقطت بعد حصار طويل. عندما وصلت أخبار المعركة الوشيكة مصر، جمع بسماتيك الثالث ابن ووريث أحمس الثاني، الجيش المصري، وركزه على طول مفارق البحر الأحمر ونهر النيل. أحمس الثاني نفسه توفي قبل ستة أشهر من وصول قمبيز مصر.
كان بسامتيك يأمل أن تكون مصر قادرة على الصمود في وجه التهديد بالهجوم الفارسي من خلال التحالف مع اليونان، لكن هذا الأمل فشل، حيث أن المدن القبرصية والطاغية بوليكراتس ساموس، أصحاب الأسطول الكبير فضلوا الآن الانضمام للفرس. إن أحد أبرز المستشارين التكتيكيين في مصر، وهو فانيس أوف هاليكارناسوس، قد انتقل بالفعل إلى الجانب الفارسي مما يعني أن بسامتيك كان يعتمد كليًا على تجربته العسكرية المحدودة. أرسلت بوليكراتس 40 سفينة ثلاثية المجاديف إلى الفرس. بسامتيك، وفي عمل انتقامي عنيف قبل المواجهة مع الجيش الفارسي، ألقى القبض على جميع أبناء المستشار فانيس ثم قطعهم واحد تلوى الآخر، حيث شرب دمهم بعدما مزجها بالنبيذ. ثم شربت بسامتيك منه وجعل كل عضو المجلس الآخر يشرب دمهم قبل المعارك.

## المعركة
حدث الصراع العسكري الحاسم في الفرما. كما يصف هيرودوت بحر من الجماجم في حوض النيل حين علق اختلاف رؤوس الفرس والمصريين. وفقا لكتيسياس، فقد سقط خمسين ألف مصري، في حين أن الخسارة بأكملها على الجانب الفارسي كانت فقط سبعة آلاف. بعد هذا الكفاح القصير، هربت قوات بسامتيك، وسرعان ما أصبح التراجع هزيمة كاملة. مرتبكون وفارين، لجأ المصريون لممفيس. المصريون الآن محاصرين في معقلهم لممفيس

## أعقاب الحرب
طبقاً لهيرودوت، فإن قمبيز، وفي محاولة أخيرة لوضع حد للحرب، أرسل رسالة فارسية في سفينة لتحث المصريين على الإستسلام قبل إراقة المزيد من الدماء. عند رؤية السفينة الفارسية في ميناء ممفيس، هاجمها المصريون وقتلوا كل رجل فيها، حاملين أطرافهم الممزقة معهم إلى المدينة. وبينما تقدم قمبيز إلى ممفيس، يقال أنه قتل عشرة مصريين مقابل كل رجل ميتيليني قتل خلال حصار ممفيس، مما يجعل عدد القتلى المصريين ألفين، منهم الذين قد أعدموا في وقت قبل أو بعد الحصار. ربما استسلم الفرما نفسها مباشرة بعد المعركة. تم القبض على الفرعون بعد سقوط ممفيس وسمح له بالعيش تحت المراقبة الفارسية. أعدم لاحقا بعد محاولة تمرد ضد الفرس.

## آراء المؤرخين

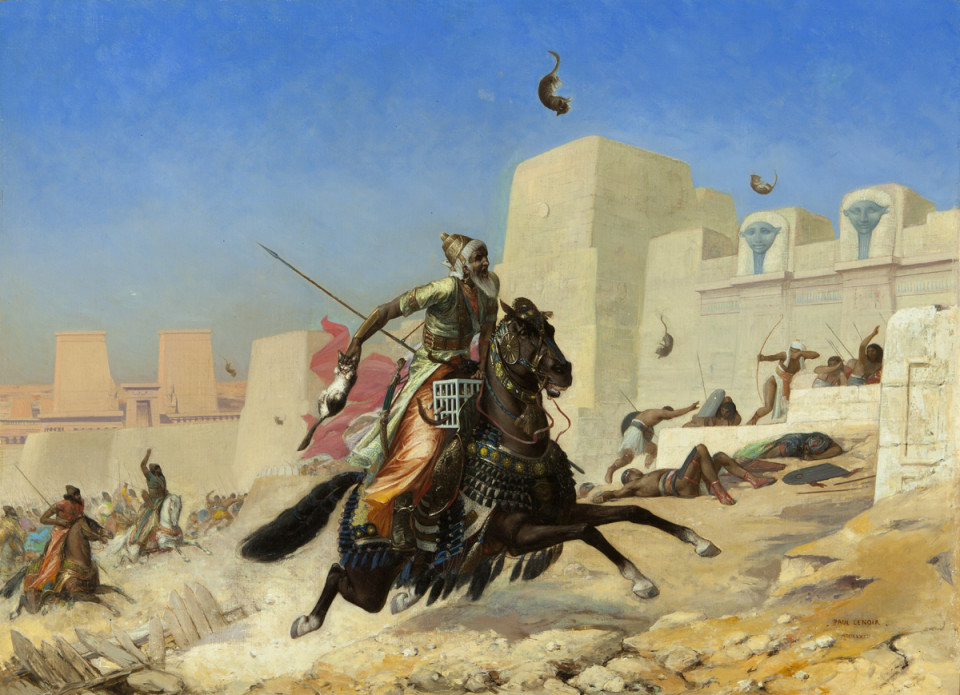
طبقًا لبولياينوس، يقال إن الجنود الفرس استخدموا القطط - من بين الحيوانات المصرية المقدسة الأخرى - ضد جيش الفرعون. الرسام بول ماري لينوار، 1872م.

كانت أرض المعركة مليئة بجماجم المقاتلين عندما زار هيرودوت المنطقة. أشار هيرودوت إلى أن جماجم المصريين يمكن تمييزها عن جثث الفرس من خلال صلابتهم العالية، وهي حقيقة أكدتها المومياوات، والتي نسبها إلى المصريين وهم يحلقون رؤوسهم من الطفولة، وإلى الفرس الذين يغطونها بطيات من القماش أو الكتان.
بولياينوس، «الجنرال المقدوني المتقاعد أكثر اهتمامًا بالجديد من الدقة التاريخية»، زعم أنه، وفقًا للأسطورة، ان قمبيز احتل الفرما باستخدام إستراتيجية ذكية. فقد كان المصريون ينظرون إلى حيوانات معينة، وخاصة القطط، على أنها مقدسة (كان لديهم آلهة قطة تدعى باستيت)، حيث لم يجرؤ على أذيتها. يزعم بولياينوس أن قمبيز أمر رجاله بحمل الحيوانات «المقدسة» أمامهم خلال الهجوم. لم يجرؤ المصريون على إطلاق سهامهم خوفًا من جرح الحيوانات، ولذلك أُحتلت الفرما بنجاح. سيكون هذا شكلًا مبكرًا للحرب النفسية.
غير أن هيرودوت لم يشر إلى أي إستراتيجية من هذا القبيل، و «لا يكاد يعطي أي معلومات» عن القتال بشكل عام. وفقًا لهيرودوت، تصرف قمبيز في البداية باعتدال معين، وتجنب ابن بسامتيك بسبب الشعور «لمسة من الشفقة»، لكنه في وقت لاحق، لعدم رضاه عن انتصاره، وعدم قدرته على معاقبة أحمس المتوفى بالفعل لخداعه، فقد قرر ارتكاب ما يسميه هيرودوت عملاً غير فارسي: لقد دنس قبر أحمس المحنط وأمر بحرق المومياء.
ومع ذلك، يخلص بيار بيرانت إلى أن المعلومات التي سجلها هيرودوت فيما يتعلق بأفعال قمبيز في مصر بعد الانتصار كانت خاطئة.
بعد ذلك وافق قمبيز على السلام مع الليبيين حين قبل عرضهم بهدنة. أصبحت مصر ملكًا لبلاد فارس، وقمبيز فرعونها. ولأنهم هزموا فراعنة الأسرة السادسة والعشرين، فقد أُعترف بالملوك الفرس على أنهم فراعنة حيث أصبحوا يعرفون باسم الأسرة المصرية السابعة والعشرون (أو الفترة الفارسية الأولى).